# NGC 4806
NGC 4806 (другие обозначения — ESO 443-12, MCG -5-31-3, AM 1253-291, IRAS12535-2914, PGC 44116) — спиральная галактика с перемычкой (SBc) в созвездии Гидра.
Этот объект входит в число перечисленных в оригинальной редакции «Нового общего каталога».
В галактике вспыхнула сверхновая SN 2011fh типа IIn, её пиковая видимая звездная величина составила 14,5.